# I Raggruppamento Motorizzato
Il Primo Raggruppamento Motorizzato fu un'unità da combattimento del Regio Esercito italiano, costituita a livello di brigata per essere inquadrata nell'Esercito Cobelligerante Italiano.
Creato a San Pietro Vernotico in provincia di Brindisi, quando il capoluogo divenne Capitale d’Italia, in piena Seconda guerra mondiale, sulla base del Comando fanteria della Divisione "Legnano", il 27 novembre 1943 per partecipare alla Campagna d'Italia al fianco degli Alleati, il Raggruppamento fu comandato dal generale Vincenzo Dapino, a cui succedette il generale Umberto Utili sotto il quale venne ingrandito e trasformato nel Corpo Italiano di Liberazione.
Il Primo Raggruppamento Motorizzato fu la prima grande unità militare dell'Esercito Cobelligerante Italiano a prendere parte alle operazioni della Campagna d'Italia accanto alle forze alleate dopo i fatti seguiti alla proclamazione dell'armistizio dell'8 settembre 1943.
La bandiera di guerra era quella della divisione Legnano. Il simbolo del reparto era lo scudetto sabaudo bordato d'azzurro.

## Storia

### La formazione

Puglia, settembre 1943: dopo l'armistizio, Vittorio Emanuele III passa in rassegna una formazione del Regio Esercito.

Già da metà settembre 1943 il Regio Esercito era in grado di fornire immediatamente allo sforzo alleato almeno un corpo d'armata, il LI Corpo d'Armata, con a disposizione due divisioni di Fanteria (Piceno e Legnano), due costiere (209° e 210°) e una brigata costiera (XXXI); nonostante questo, dal settembre 1943, le autorità d'occupazione decisero di non avvalersi del contributo militare italiano. Il 21 settembre Mac Farlane comunicava a Badoglio che "per ordine superiore le truppe italiane non avrebbero dovuto più partecipare a combattimenti fino a nuovo ordine". Le proteste del governo regio e le insistenze dei comandi italiani (in concomitanza con la creazione nel nord della RSI) fecero sì che gli Alleati rivedessero questa decisione, e solo tre giorni dopo autorizzarono la costituzione di un'unità a livello di divisione leggera che sarebbe entrata in linea sull'Appennino inquadrata nelle forze americane. Il 26 settembre 1943 il sottocapo di stato maggiore dell'esercito, generale De Stefanis, con l'ordine di operazioni n.761 Op. prevedeva che:
Il Raggruppamento venne posto alle dipendenze del II Corpo d'Armata americano comandato dal generale Geoffrey Keyes il 14 novembre 1943, dopo una esercitazione sul campo dall'esito positivo. La disponibilità di uomini era elevata, visto il numero di sbandati presenti nei campi di raccolta della Puglia, come Galatina, Maglie, Lecce, ma mancavano gli armamenti, il vestiario e i mezzi di trasporto; per fornire una quantità sufficiente di scarpe, per esempio, il generale Ambrosio dispose che al personale di truppa della Regia Marina e della Regia Aeronautica sia lasciato un solo paio di calzature....
A metà novembre dallo Stato Maggiore del Regio Esercito giunse l'ordine di inviare in licenza illimitata i sottufficiali non di carriera e i militari di truppa delle classi 1911 e 1912. Per il Raggruppamento significò la perdita di circa 600 uomini fra i più addestrati, a tre-quattro settimane dal previsto impiego operativo. Il generale Vincenzo Dapino non riuscì ad ottenere dal governo l'assegnazione di una indennità speciale di operazioni, in maniera da rendere il soldo percepito dai combattenti italiani non troppo inferiore a quello elargito dalla 5ª Armata USA ai propri militari: un fatto che incise negativamente sul morale, tanto da spingere il comandante a concedere di sua iniziativa un assegno straordinario di 10 lire per la truppa e 18 per i marescialli. In compenso - dal comando USA della 5ª Armata - Dapino ottenne una tabella viveri simile a quella americana, ma che non comprendeva alcuni generi di conforto, come il vino e le sigarette. Per questa necessità tuttavia il ministero della Guerra di Brindisi rifiutò (l'11 dicembre, dopo il primo combattimento a Monte Lungo) un invio - poiché "codesto Raggruppamento svolge attività a favore degli Alleati ed è da questi vettovagliato". Dapino anche in questo caso dichiarò che in mancanza di rifornimenti, avrebbe provveduto a comprare di sua iniziativa quanto necessario alla truppa. Dapino rispose con una protesta formale il 19 dicembre. Contestò la decisione del Ministero e annunciò che avrebbe continuato a distribuire generi di conforto "ogni qual volta le truppe ne abbiano la necessità. Soldati che vivono per più giorni in posizioni di montagna, al freddo e alla pioggia, senza poter fare la tenda e confezionare il rancio e sottoposti a continue azioni di fuoco dell'avversario, e reparti che fanno faticose corvé notturne per trasportare in linea munizioni, viveri ed acqua non svolgono attività a favore degli Alleati ma rappresentano le sole truppe dell'Esercito Italiano che presentemente stanno combattendo". In generale - tuttavia - il morale delle truppe veniva considerato alto tanto dai comandi italiani che da quelli alleati

### L'impiego operativo

Fanti italiani all'assalto sulle pendici di Montelungo, Caserta, dicembre 1943

Per valutare le capacità del reparto, il comando della V Armata statunitense fece predisporre una esercitazione tattica a Montesarchio il 26 novembre, che eccettuato il morale non soddisfece le aspettative degli Alleati, tranne che per la 51ª sezione di sanità (lodata per la prontezza degli allestimenti e l'affiatamento dei portaferiti), ma li convinse ad accettarne l'impiego operativo.
Il 29 novembre 1943 Keyes comunicò a Dapino l'intenzione di utilizzare l'unità in un'azione offensiva a Monte Lungo. Il 3 dicembre il Raggruppamento venne aggregato operativamente alla 36ª Divisione americana Texas e venne inizialmente incaricato di partecipare allo sfondamento della Linea Bernhardt, nel settore di Caserta. Qui, a Montelungo, il reparto ebbe il battesimo del fuoco, con perdite sanguinose e soprattutto un alto numero di dispersi; l'8 dicembre 1943 venne effettuato un primo assalto, andato a vuoto a causa della scarsa coordinazione con gli americani, la mancanza di informazioni precise sull'effettiva consistenza delle difese tedesche e di una adeguata preparazione e copertura d'artiglieria, che costò alla sola 2ª compagnia allievi ufficiali bersaglieri 32 morti, 40 feriti e 12 dispersi, con 4 ufficiali su 5 morti, oltre a varie perdite tra i due battaglioni di fanteria del 67º reggimento impegnati. In seguito alle considerazioni espresse da Dapino al suo comando americano di riferimento, venne migliorata la coordinazione e l'appoggio d'artiglieria, e il Raggruppamento riuscì a conquistare Montelungo il 16 dicembre successivo. Il bilancio complessivo delle perdite tra le due azioni fu di 80 morti, 190 feriti e 160 dispersi ma impressionò gli Alleati che, secondo una frase del generale Utili, avevano impegnato gli italiani in funzione di cavie.
L'episodio fu marginale dal punto di vista della Campagna d'Italia, ma fu la prima occasione per le truppe italiane di essere ammesse a combattere contro i tedeschi come unità organica accanto alle forze alleate. All'inizio del 1944 il generale Utili assunse il comando, ed oltre ad impedire il frazionamento dell'unità e l'impiego nelle retrovie come uomini di fatica del personale combattente, riorganizzò il reparto; venne effettuato l'avvicendamento del 67º reggimento fanteria con il 68°, reinquadrati i due battaglioni del 4º Reggimento bersaglieri che erano stati aggregati ed inseriti un battaglione di paracadutisti (su tre compagnie) della divisione Nembo, un reparto di alpini e uno di incursori, che portarono la consistenza numerica del Raggruppamento a 9500 uomini. Il 5 febbraio il Raggruppamento viene aggregato al Corpo di Spedizione francese nella parte di Abruzzo vicina a monte Marrone, e il 4 marzo respinge un attacco tedesco. Il 26 marzo il corpo francese viene ritirato dalla linea del fronte e gli italiani posti alle dipendenze del II Corpo polacco del generale Anders, ed il 31 marzo alcuni reparti, tra i quali il Battaglione alpini "Piemonte" e i paracadutisti, vengono impegnati nella battaglia di Monte Marrone senza però riuscire a scalzare i reparti tedeschi dalla vetta.

### La confluenza nelCorpo Italiano di Liberazione
Il 15 aprile anche i polacchi vengono sostituiti e il Raggruppamento passa alle dipendenze britanniche, proseguendo la tendenza che voleva evitare la costituzione di unità italiane troppo forti dal punto di vista organico, e sempre alle dipendenze di grandi unità alleate. A quel punto il Raggruppamento assorbì altri due battaglioni di paracadutisti ed altri reparti arrivando a contare circa 14.000 effettivi, e divenne il nucleo iniziale del Corpo Italiano di Liberazione, sempre comandato dal generale Utili, che arrivò a contare circa 30.000 effettivi alla fine del 1944.

## Organico ed equipaggiamenti

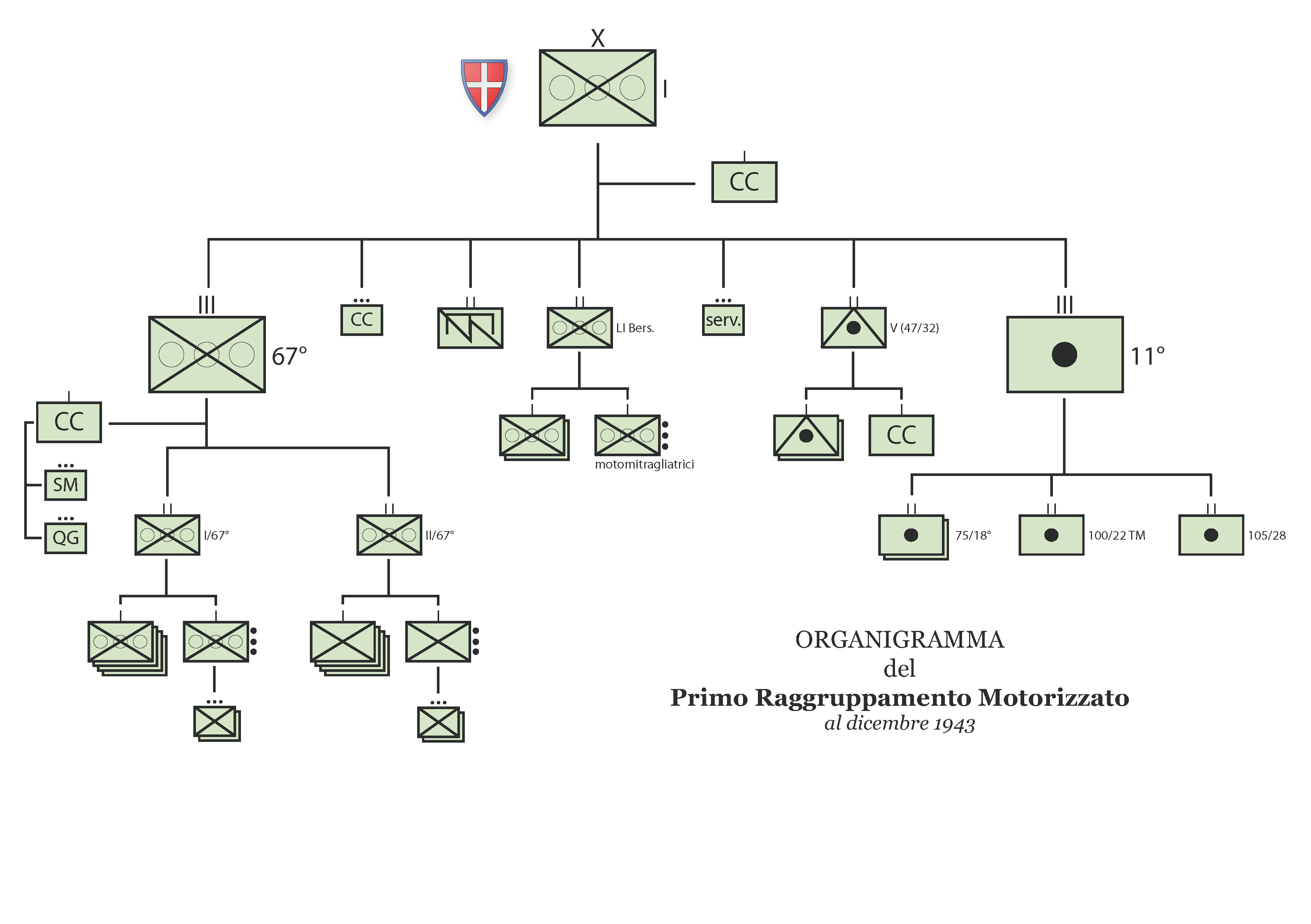
L'organigramma del Raggruppamento al dicembre 1943

Il Raggruppamento aveva la consistenza di una brigata, essendo costituito dal 67º Reggimento di fanteria della divisione Legnano, dal LI Battaglione bersaglieri allievi ufficiali di complemento, dall'11º Reggimento artiglieria, dal V Battaglione controcarri, da aliquote del Genio e servizi. Il 4 novembre il reparto ricevette dal II distretto militare alleato in Italia l'ordine di movimento da San Pietro Vernotico verso Avellino, con tabelle di marcia prefissate, che si sarebbe dovuto concludere entro l'8 novembre, ma che non vennero assolutamente rispettate a causa delle precarie condizioni dei mezzi, già normalmente non all'altezza degli omologhi alleati, e delle condizioni meteo che resero vari ponti provvisori pericolanti. I suoi organici comprendevano uomini di tutte le regioni d'Italia e di diverse Armi Forze Armate, per complessive 5.000 unità. Il Raggruppamento soffriva di carenza di ufficiali esperti, anche a causa del fatto che ad una richiesta del generale Dapino di inviare al Rgpt alcuni ufficiali superiori, il comando della 7ª Armata rispose che "nessun ufficiale in SPE dipendente dalla 7ª Armata gradisce l'incarico", e per giunta il capo di Stato Maggiore dell'unità fu avvicendato durante la permanenza ad Avellino.
L'equipaggiamento dell'unità invece lasciava molto a desiderare. Secondo gli osservatori alleati, "...il materiale oltre che essere insufficiente, fa pietà" e in una nota degli osservatori alleati uno degli interpreti italiani colse la frase "...sono degli straccioni...". Contemporaneamente Radio Londra il 4 novembre parlava di un "forte e potente raggruppamento motorizzato" "dotato delle migliori e più potenti armi" ma che verrà ironicamente denominato moto-appiedato. La precarietà iniziava dalle uniformi, logore e raccogliticce. In una lettera che il generale Dapino inviò ai comandi del LI corpo e allo SMRE, veniva elencata la mancanza di depositi di munizioni, automezzi, pneumatici e pezzi di ricambio, strumentazione del battaglione Genio, scarpe, giubbe per i motociclisti e impermeabili. La lettera rimase senza risposta.
Il Raggruppamento per essere effettivamente "motorizzato" era stato dotato di tutti i camion reperiti, molti dei quali in condizioni più che precarie. Tuttavia forti problemi furono causati dalla requisizione dei mezzi efficienti del LI Corpo d'Armata ordinata dagli Alleati. Inoltre gli Alleati - i britannici in particolare - avevano requisito al LI Corpo anche uniformi ed equipaggiamenti da destinare con urgenza ai partigiani iugoslavi, svuotando i magazzini della neonata Grande Unità che in compenso non aveva avuto alcun aiuto alleato in termini di materiali. Gli americani proposero di assegnare all'unità un reparto salmerie someggiato, ma il Comando Supremo italiano rifiutò, ritenendo inapplicabile il binomio "mulo-autocarro". Una decisione su cui il Comando tornò in seguito, assegnando al Raggruppamento una batteria someggiata da 75/18 e il 250º Reparto Salmerie dopo i fatti d'arme a Monte Lungo (quando l'unità era passata, da gennaio 1944, sotto il comando di Umberto Utili).

### Ordine di battaglia
Comandante: generale di brigata Vincenzo Dapino
- 1ª sezione Carabinieri Reali
- 67º Reggimento Fanteria Divisionale
  - Compagnia Comando
  - I Battaglione/67º Reggimento Fanteria Divisionale
  - I Battaglione/93º Reggimento Fanteria Divisionale
  - LI Battaglione Bersaglieri d'Istruzione
  - 281ª Compagnia Fucilieri Controcarro "S"
- V Battaglione Controcarri
  - 16ª Compagnia Cannoni Controcarri da 47/32 Mod. 1935
  - 56ª Compagnia Cannoni Controcarri da 47/32 Mod. 1935
  - 1ª Compagnia carri L 6/40
- 11º Reggimento Artiglieria Motorizzata
  - Reparto Comando
  - III Gruppo Obici Campali da 75/18 Mod. 1935
  - IV Gruppo Obici Campali da 75/18 Mod. 1935
  - CCCXIV Gruppo Obici Campali da 100/22
  - XII Gruppo Cannoni Pesanti Campali da 105/28
  - 1ª batteria cannoni controaerei da 20/65 Mod. 1935
  - Reparto Munizioni e Viveri
- Compagnia Mista Genio
  - 1º plotone genio artieri
  - 1º plotone genio telegrafisti
  - 1º plotone genio radiotelegrafisti
- Servizi

La forza del raggruppamento era di circa 5000 effettivi